# Wessel Freytag von Loringhoven
Baron Wessel Freytag von Loringhoven (ur. 10 listopada 1899 w Grosbornie koło Dyneburga, zm. 26 lipca 1944 w Mauerwald (Prusy Wschodnie)) – niemiecki wojskowy, pułkownik w sztabie generalnym Wehrmachtu. Od sierpnia 1943 kierownik Wydziału II niemieckiego wywiadu i kontrwywiadu wojskowego Abwehry (niem. Abwehr). Członek antynazistowskiego ruchu oporu związany z opozycjonistami wokół Clausa von Stauffenberga. Odpowiedzialny za ładunki wybuchowe do przeprowadzenia zamachu na Hitlera, użyte przez von Stauffenberga 20 lipca 1944. Zginął śmiercią samobójczą.

## Życiorys
Wessel Freytag von Loringhoven pochodził z bałtyckiej gałęzi starego rodu szlacheckiego z Westfalii – Freytag von Loringhoven. Dorastał w Liwonii. Po proklamowaniu niepodległości przez Łotwę 18 listopada 1918, w styczniu 1922 Freytag von Loringhoven otrzymał obywatelstwo niemieckie, które umożliwiło mu wstąpienie do Reichswehry. W lutym 1933 poślubił Elisabeth von Rauch, z którą miał czterech synów: Mikołaja (ur. 1934), Axla (ur. 1936), Wessela (1941) i Andreasa (1943).
Po ataku na Polskę w 1939, w obliczu niemieckiej polityki okupacyjnej na Wschodzie, jego stosunek do sposobu prowadzenia wojny przez Hitlera stawał się coraz bardziej krytyczny. W czerwcu 1941, Freytag von Loringhoven został przydzielony jako pierwszy oficer do sztabu generalmajora Heinricha zu Dohna. W sierpniu 1943, z inicjatywy admirała Wilhelma Canarisa, objął kierownictwo Wydziału II niemieckiego wywiadu i kontrwywiadu wojskowego Abwehry (niem. Abwehr), zastępując na tym stanowisku Erwina Lahousena. Jeszcze w lipcu 1943, wraz z Lahousenem towarzyszył Canarisowi podczas pobytu we Włoszech, by ostrzec władze włoskie przed operacją Alarich (niem. Unternehmen Alarich), której celem miało być rozbrojenie wojsk włoskich wobec oczekiwanej kapitulacji Włoch.
Po przeniesieniu do Berlina, nawiązał kontakt z pułkownikiem Clausem von Stauffenbergiem, przygotowującym zamach na Hitlera i pucz wojskowy. Zorganizował ładunki wybuchowe, użyte przez von Stauffenberga do przeprowadzenia nieduanego zamachu na Hitlera 20 lipca 1944 w Wilczym Szańcu.
Podobnie jak Henning von Tresckow, Eduard Wagner i Ulrich von Oertzen, w obliczu grożącego mu aresztowania przez Gestapo, 26 lipca 1944 Freytag von Loringhoven popełnił samobójstwo.